# Волынскит
Волынски́т (англ. Volynskite, от имени собственного), также сложный теллурид висмута-серебра — редкий гидротермальный минерал из класса сульфидов (группа матильдита), образующий микроскопические зёрна в родственных минералах, по составу — сложный теллурид серебра-висмута с расчётной формулой AgBiTe2.
Волынскит был впервые открыт и установлен М. С. Безсмертной и Л. Н. Соболевой (1960-1965 гг.) в шлифах среди близкородственных теллуридов на территории Зодского золоторудного месторождения и назван в честь профессора минералогии, заведующего кабинетом минераграфии ИМГРЭ И. С. Волынского, скоропостижно скончавшегося в сентябре 1962 г.:3

## История открытия и название
Впервые новый неизвестный минерал (будущий волынскит) был встречен М. С. Безсмертной и Ш. О. Амираяном при микроскопическом исследовании образцов Зодского золоторудного месторождения и первоначально принят за верлит.:143 В ходе дальнейших исследований, проведённых в 1960-1963 годах было установлено, что по совокупности химических, рентгенометрических и оптических признаков этот минерал отличается от всех описанных в литературе природных соединений теллура и представляет новый самостоятельный минеральный вид.:129
В 1960 году, когда состав минерала ещё не был известен, были проведены исследования методом локального микроспектрального анализа на установке Н. В. Королёва. Будущий волынскит снимался на одну пластинку с теллуровисмутитом, находящимся с ним в тесном прорастании, причём, условия анализа для обоих минералов были тождественны. Близость элементарного состава волынскита с теллуровисмутитом позволила хотя бы приблизительно оценить содержание в нём отдельных элементов. По результатам анализов микропроб было установлено, что главными элементами, входящими в состав волынскита, являются серебро, висмут и теллур.:134
В том же 1960 году аналогичные исследования были проведены 3. М. Свердловым на микроспектральной установке во ВСЕГЕИ. В составе нового минерала были определены те же элементы. Годом позднее, по личной просьбе Марианны Безсмертной, на базе Государственного оптического института в Ленинграде Н. В. Королёвым был проведён более подробный количественный микроспектральный анализ будущего волынскита. В качестве эталонов для расчёта формулы минерала были использованы два близкородственных теллурида: теллуровисмутит (Bi2Te3) и гессит (Ag2Te). До подачи заявки на регистрацию нового минерала было проведено в общей сложности 11 микроспектральных и 7 рентгенографических анализов. По результатам исследования была окончательно установлена формула волынскита AgBiTe2, близкая в рамках погрешностей к синтетическому соединению AgBiTe2.:134,140
В 1962 году также по просьбе исследователей искусственное соединение состава AgBiTe2 было синтезировано А. Ю. Малевским в экспериментальной лаборатории ИМГРЭ из стехиометрических количеств трёх составляющих его элементов. Синтез проводился в течение пяти часов при температурах 1000-1400°С с последующей закалкой в течение полутора часов от 400° в условиях открытой печи и свободного доступа воздуха. По химическому составу, оптическим и рентгенометрическим данным, между низкотемпературной модификацией AgBiTe2, полученной в Институте полупроводников, главной фазой синтезированного А. Ю. Малевским соединения и изучаемым минералом было отмечено принципиальное сходство.:131-132
Специфические трудности исследования нового минерала были связаны, прежде всего, с отсутствием сколько-нибудь массивных образцов, позволяющих провести определение при помощи качественных проб. Как следствие, авторы будущего открытия многократно проверяли и перепроверяли полученные результаты разными методами.

В исследованных образцах его удалось наблюдать только под микроскопом в форме включении размером до 0,3 мм в теллуровисмутите в ассоциации с другими теллуридами, главным образом алтаитом и гесситом. Изолировать минерал таких включений в пробы можно только в количествах, достаточных для микроспектральных и рентгеноструктурных (по методу порошкограмм) испытаний. Поэтому определение нового минерала обосновывалось главным образом оптическими диагностическими признаками, микроспектральными (11 анализов) и рентгенографическими (7 анализов) испытаниями, надёжность которых подтверждается совершенно удовлетворительной сходимостью результатов по каждому виду исследований для описываемого нами минерала и искусственного соединения состава AgBiTe2.:140— Марианна Безсмертная, Лада Соболева, «О волынските — новом теллуриде висмута и серебра», 1965
Все вышеприведённые исследования проводились ещё при жизни заведующего кабинетом минераграфии ИМГРЭ И. С. Волынского, — при его непосредственных указаниях и по его методикам, разработанным в середине 1930-х годов и усовершенствованных в 1950-х.:137 В сентябре 1962 года профессор Волынский скоропостижно скончался на 62 году жизни.:3 Первооткрыватели нового минерала, его ученики и сослуживцы приняли решение назвать минерал в его честь, посмертно. В 1964 году волынскит был утверждён Комиссией по новым минералам при Всесоюзном минералогическом обществе.:129
На примере изучения нового минерала, впоследствии получившего название волынскит, можно было сделать однозначный вывод об открытии в минералогии принципиально нового и ранее неизвестного микромира, недоступного для изучения классическими макрометодами. Резко активизировавшийся к концу 1950-х годов послевоенный опыт минераграфических исследований, в особенности изучения руд, содержащих редкие элементы, убедил отечественных, прежде всего, московских учёных в полной обоснованности высказанного в 1956 году К. А. Власовым мнения о назревшей необходимости разработки новой ветви в минералогии — микроминералогии.:33

## Свойства
Свойства волынскита напрямую вытекают из его химического состава: это смешанный (сложный) теллурид двух элементов, висмута и серебра, встречающийся в рудах в близких срастаниях и ассоциациях с «отдельными» теллуридами серебра и висмута.
Новый минерал Зодского месторождения, а также более поздние образцы из Восточных Саян были обнаружены в форме сложных метасоматических образований, располагающихся по границам спайности листочков теллуровисмутита (теллурида висмута) — как раз на тех участках, где эти листочки насыщены большим количеством включений гессита и алтаита (теллуридов серебра). Все перечисленные минералы обладали настолько мелкими размерами кристаллических зёрен (менее 0,3 мм), что механическое выделение их в количествах, достаточных для изучения обычными методами точной диагностики, таких как химический анализ, определение удельного веса или кристаллохимические исследования монокристаллов, представлялось исследователям невозможным. Как следствие, диагностика волынскита была многократно перепроверена и подтверждена данными новейших на тот момент микрометодов: изучением оптических и прочих физических свойств в отражённом свете, испытаниями на микроспектральной установке системы Королёва, данными дебаеграмм и тщательным сопоставлением с искусственно синтезированным в лаборатории соединением состава AgBiTe2.:129
По результатам исследования было установлено, что волынскит обладает ясно выраженными оптическими свойствами, отличными от своих близких аналогов, благодаря которым при микроскопических исследованиях он и был выделен в качестве самостоятельного минерального вида. При наблюдении в полированных шлифах с сухим объективом было отмечено некоторое его сходство с теллуровисмутитом, прежде всего, по отражательной способности и цвету.:139 В меньшей степени (при беглом рассмотрении) волынскит похож также на галенит и петцит. Но зато отличительные особенности волынскита ярко выявляются при переходе к исследованию минерала в масляной иммерсии. В этих условиях волынскит по общей светлоте занимает промежуточное положение между теллуровисмутитом (самым светлым из сравниваемых минералов) и парой — галенит-петцит (последний — самый тёмный из четырёх перечисленных). При этом заметно усиливаются специфические нежные оттенки цвета минералов:
Теллуровисмутит — чисто розовый, с заметным преобладанием красной составляющей спектра, заметно светлее прочих;
Волынскит — бледно-пурпурный, отчасти, розоватый, однако просматривается заметное участие фиолетовой составляющей;
Галенит — сиреневый с преобладанием фиолетовой и синей составляющих, почти не производящий впечатление розового;
Петцит — очень похож на галенит, но отчётливо более голубоватый, заметно темнее прочих.
Все исследования и измерения проводились Л. А. Логиновой в лаборатории ИМГРЭ по методу И. С. Волынского.:137
При этом отдельным образом было особо отмечено, что искусственно синтезированное соединение того же химического состава AgBiTe2 имеет аналогичный с волынскитом розовато-сиреневый оттенок, однако цветной тон у него — более насыщенный. По механическим свойствам волынским имел ожидаемые характеристики. Он хорошо полируется и по сравнению с другими сопутствующими теллуридами (прежде всего, теллуровисмутитом, алтаитом, гесситом) обладает несколько повышенным рельефом.:142 Спайность в одном направлении минерала совершенная, хотя и не всегда проявляющаяся, и несовершенная в двух других направлениях. Как следствие переменного характера спайности при выкрашивании минерала образуются треугольники (как у галенита), хотя описанный эффект встречается достаточно редко, в единицах случаев.:138-139
Анизотропия у волынскита очень слабо проявляющаяся, в пределах от бледно-розового до серого. Двуотражение и плеохроизм также очень слабые, едва проявляющиеся.
По данным Евгения Завьялова, опубликованным в 1985 году, волынскит изоструктурен богдановиту.

## Генезис и месторождения
Генезис микрокристаллов волынскита обусловлен ярко выраженной гидротермальной метасоматической природой. Его форма и состав полностью зависят от ассоциирующих и сопутствующих минералов. К примеру, на типовом Зодском золоторудном месторождении волынскит встречается только в контактных реакционных зонах в пределах листочков теллуровисмутита, насыщенных включениями алтаита и гессита; часто при этом присутствуют также галенит и фрейслебенит.:144
Несмотря на свою редкость и микроскопические размеры, тем не менее, волынскит можно назвать весьма распространённым минералом. Он встречается едва ли не на всех известных золоторудных месторождениях, богатых теллуром и теллуридами. Ещё до окончательного установления и регистрации, помимо Зодского месторождения, минерал, близкий к волынскиту по оптическим свойствам и парагенезису, был обнаружен М. С. Безсмертной в рудах месторождения в Восточном Саяне, там он встречался в форме включений размерами менее 0,05 мм. в обычной для себя ассоциации с теллуровисмутитом и алтаитом.:138,144
В 1972 году волынскит был обнаружен и описан Э. А. Марковой на Центральном участке Кочбулакского месторождения (Таджикская ССР). Подобные находки происходили и позднее, в начале 1980-х, когда микровыделения волынскита встречались в ассоциации с пиритом, блёклой рудой, самородным золотом и гесситом. Для кочбулакского волынскита характерен парагенезис с алтаитом, значительно реже он ассоциируется с гесситом, сульфасолями серебра, меди, свинца или висмута и минералами олова. Химический состав кочбулакского волынскита, определённый на электронном микроанализаторе, соответствовал пропорциональной формуле Ag1.16Bi0.90Te1.93.:252
В 1978 году на казахстанском месторождении Жана-Тюбе Э. Спиридоновым и Т. Чвилёвой впервые были определены теллуровисмутит и волынскит с высокими содержаниями в них сурьмы (охарактеризованный как «сурьмяный волынскит»).:120-121
В конце 1980-х волынскит был установлен и зарегистрирован также на территории Индии, в Золоторудное поле Колар (зона рудника Чемпион риф на глубине около полутора тысяч метров). Полученный образец минерала характеризовался метасоматическим, в обстановке развития среди галенита и многочисленных включений алтаита, к которым были приурочены продолговатые выделения волынскита размером от 10 до 20х70 мкм (микронов).:130
В начале 2000-х годов микрозёрна волынскита были найдены на многих малосульфидных эпитермальных месторождениях Кольского полуострова и Северной Карелии, как на территории Мурманской области, так и в сопредельных областях Финляндии (фин. Pohjois-Karjala). Там он также образуется среди аналогичных теллуридов с видообразующей ролью серебра и золота: эмпрессита, гессита, штютцита и петцита,:200 появляясь в ассоциации с пирротином и галенитом (а иногда даже замещая галенит), а также в сростках с алтаитом в пирите.:69
Полиминеральные агрегаты, сложенные теллуридами — сильванитом, петцитом, гесситом, алтаитом, а также более редкими волынскитом, теллуровисмутитом и мелонитом, — были отмечены в середине 2010-х годов на теллуристых золоторудных месторождениях Чукотки.:53 В частности, волынскит был обнаружен в составе каплевидных агрегатов теллуридов в борните.:55
В общей сложности по всему миру волынскит установлен более чем в полусотне золоторудных и полиметаллических месторождений с высоким содержанием теллура.